# Aino Käärik
Aino Käärik, (född Mathiesen, 20 november 1918 - 15 juli 2021)  i Estland, Selja by, var en svensk-estnisk botaniker, mikrobiolog, professor vid Skogshögskolan och Sveriges lantbruksuniversitet. 

## Biografi
Aino Käärik föddes i väst Estland Läänemaa, Tori kommun Selja by, hennes pappa Andres Mathiesen var professor vid Tartu Universitet.  
Hon utbildade sig först vid Tartu universitet i Estland, 1941 cum laude matematik-naturvetenskap som botaniker, fortsatte sina studier och 1942 blev magister i naturvetenskap. 1939-1941 arbetade som assistent i en laboratorium vid Tartu universitet. 1944 flydde hon genom Finland och kom till Sverige 1945. 1960 tog hon doktorsexamen vid Uppsala universitet och arbetade  senare vid Kungliga Skogshögskolan. 1947 börjar hon som assistent, 1961- 1967 dotsent, 1968-1970 forskardotsent, 1971-1979 blev biträdande professor och 1979-1985 professor (1977 ändrades namnet till Lantbruksuniversitet). 1976 valdes Käärik den första kvinnliga ordföranden i Estniska Lärdomssällskapet i Sverige. Hon var medlem av American Phytopathological Society, Botaniska sällskapet i Stockholm, Eesti Akadeemiliste Naiste Ühing, Eesti Naisüliõpilaste Selts, Forest Products Research Association, International Research Group for Wood Protection, New York Academy of Sciences (USA), Svensk Botanisk Förening.
Aino Käärik var gift med Kaljo Käärik. Paret hade en dotter Aili-Reet (född 1957) och en son Andres Lembit (född 1954).